# Lijst van voetbalinterlands Andorra - Letland (vrouwen)
Deze lijst van voetbalinterlands is een overzicht van alle officiële voetbalinterlands tussen de nationale vrouwenteams van Andorra en Letland. De landen hebben tot nu toe twee keer tegen elkaar gespeeld.

## Wedstrijden
| № | Plaats           | Datum             | Competitie                  | Wedstrijd         | Uitslag |
| - | ---------------- | ----------------- | --------------------------- | ----------------- | ------- |
| 1 | Andorra la Vella | 26 september 2023 | UEFA Women's Nations League | Andorra − Letland | 0 − 4   |
| 2 | Riga             | 1 december 2023   | UEFA Women's Nations League | Letland − Andorra | 4 − 0   |

## Samenvatting
| Competitie                  | Totaal gespeeld | Winst Andorra | Gelijk | Winst Letland | Doelsaldo Andorra – Letland |
| --------------------------- | --------------- | ------------- | ------ | ------------- | --------------------------- |
| UEFA Women's Nations League | 2               | 0             | 0      | 2             | 0 − 8                       |
| Totaal                      | 2               | 0             | 0      | 2             | 0 − 8                       |